# خرچنگ دانجنس
خرچنگ دانجنس (نام علمی: Metacarcinus magister) گونه‌ای خرچنگ است که بیشتر ساکن سواحل غرب آمریکای شمالی است. این سواحل دارای گیاهان نواری دریایی (marine eelgrass) هستند. خرچنگ دانجنس تا ۲۰ سانتی‌متر در طول عضو پشت لاک رشد می‌کنند. گوشت ترد و شیرین خرچنگ‌های دانجنس این دسته از سخت پوستان را در زمره آبزیان گران قیمت قرار داده است.

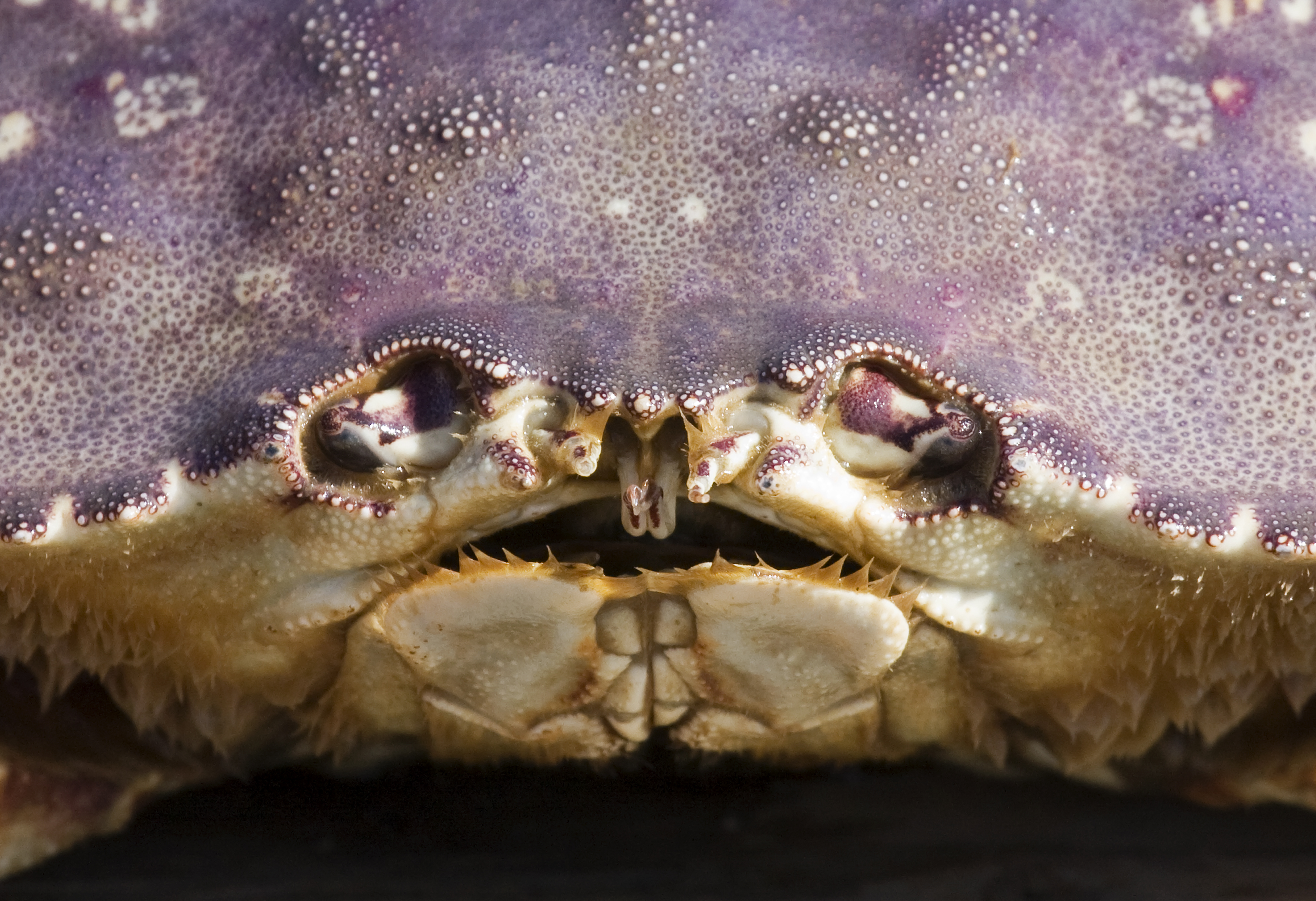
نمای نزدیک از سر خرچنگ دانجنس چشم‌ها در چشم‌ستاک در شاخک چشمی روی طرفین پوزچه (وسط بالای دهان)